# Angelo Antonio D'Alessandro
Angelo Antonio D'Alessandro (Laterza, 1642 – Laterza, 11 settembre 1717) è stato un pittore italiano, noto soprattutto per la sua attività di decoratore di maioliche.

## Biografia e opere
Appartenente alla classe clericale, fu diacono dal 1664 e sacerdote dal 1667. Nel 1676 venne nominato procuratore del capitolo e clero della Chiesa di San Lorenzo Maggiore a Laterza, incarico che ricoprì per un anno.
La sua caratura artistica è stata ricostruita solamente a partire dalla seconda metà del XX secolo, con il rinvenimento e l'attribuzione di alcune sue opere. La prima di queste fu un vassoio raffigurante una scena allegorica con putti ed un orso, firmato D. Ang: Ant.s de Alexandro a Latertia pingebat 1693, oggi conservato al Museo di San Martino di Napoli. Seguirono un presentatoio del 1680 con Diana cacciatrice e le compagne, battuto ad un'asta londinese di Sotheby's nel 1979 ed una targa devozionale con firma Hoc Opus F.F.R.D.D. Cesar Strada Cantor Terrae Ienüsji pro Sua Devot.ne. Die vig. M.s. junii 1705 D. Ang.s Ant.s de Alexandro a Latertia Ping.t, appartenente ad una collezione privata
I lavori di D'Alessandro sono il frutto di diverse ascendenze combinate fra loro: i bianchi compendiari di Faenza, le figure seicentesche di Castelli d'Abruzzo e la monocromia su smalto bianco di Laterza. La stessa Laterza fu il centro propulsore della maiolica pugliese ed uno dei centri artistici più importante dell'Italia meridionale del tempo, con una clientela che andava al di là dei confini regionali. D'Alessandro fu una delle maggiori personalità di questo momento storico, insieme a Lorenzo Gallo e Geronimo Tamborrino.
Partendo dalle tre opere citate sopra, altre gli sono attribuite in base a ricerche filologiche; alcune di queste sono:
- Caccia all'elefante, Istituto statale d'arte "F. Palizzi" di Napoli, piatto da parata, 1670-80;
- Aura Velans su un delfino, Museo Adrien Dubouché, Limoges, piatto, 1670-80;
- Destriero aggredito da una leonessa, Victoria and Albert Museum, Londra, piatto, 1680;
- Cupido sul delfino, Victoria and Albert Museum, Londra, piatto, 1680
- Milizie romane, Victoria and Albert Museum, Londra, piatto da parata, 1680-90;
- Mangiamaccheroni, Museo internazionale delle ceramiche, Faenza, presentatoio, 1693.